# Gepluimde spanner
De gepluimde spanner (Colotois pennaria) is een nachtvlinder uit de familie van de spanners (Geometridae). De voorvleugellengte bedraagt tussen de 19 en 23 millimeter. Er is sprake van een zekere seksuele dimorfie in de kleur van de vleugels: die van de mannetjes zijn meer oranjebruin en die van de vrouwtjes meer grijsbruin. De soort overwintert als ei.

## Waardplanten
De gepluimde spanner heeft diverse bomen als waardplant, met een voorkeur voor eiken.

## Voorkomen in Nederland en België
De gepluimde spanner is in Nederland en België een gewone vlinder, die verspreid over het hele gebied voorkomt. De vliegtijd is van begin september tot eind november in één generatie.

## Bron
- Paul Waring en Martin Townsend, Nachtvlinders, veldgids met alle in Nederland en België voorkomende soorten, Baarn, 2006.